# Фосфід галію
Фосфід галію (GaP) — непрямозонний напівпровідник із шириною забороненої зони 2,26 еВ, на вигляд блідо-помаранчева речовина, нерозчинна у воді, що використовується здебільшого для виробництва червоних, оранжевих та зелених світлодіодів.
Фосфід галію має кристалічну структуру типу цинкової обманки. Для отримання провідності n-типу зазвичай використовується легування сіркою та телуром, а для отримання провідності p-типу — цинком. 